# Кіровське (Алапаєвський міський округ)
Кі́ровське (рос. Кировское) — село у складі Алапаєвського міського округу (Верхня Синячиха) Свердловської області.
Населення — 900 осіб (2010, 1057 у 2002).
Національний склад населення станом на 2002 рік: росіяни — 98 %.
19 грудня 2016 року до складу села було приєднано ліквідований присілок Швецова (населення — 40 осіб в 2002, 36 осіб в 2010).